# بیوونجی
بیوونجی (به ایتالیایی: Bivongi) یک کومونه در ایتالیا است که در استان رجو کالابریا واقع شده‌است.

## خصوصیات
بیوونجی ۲۵٫۳ کیلومترمربع مساحت و ۱٬۴۹۰ نفر جمعیت دارد و ۲۷۰ متر بالاتر از سطح دریا واقع شده‌است.

## خواهرخوانده
شهرهای City of Swan و لا پلاتا خواهرخوانده‌های بیوونجی هستند.